# Algot Wass
Frans Algot Wass, född 4 juli 1904 i Ronneby, död där 29 maj 1997, var en svensk packare och målare.
Han var son till snickaren August Johansson Wass och hans hustru Maria. Wass studerade målning för Wilhelm von Hillernflinsch 1948 och vid Skånska målarskolan 1959–1960 samt vid Målarskolan Forum 1961–1962. Separat ställde han ut i Karlskrona 1954 och tillsammans med Ola Olsson ställde han ut i Ronneby 1963, Växjö 1963 och Karlshamn 1964. Han medverkade i ett flertal samlingsutställningar med provinsiell konst. Hans konst består av nonfigurativa kompositioner, stilleben figurstudier, porträtt och landskapsskildringar utförda i olja samt pastell.